# Campeonato Europeu de Halterofilismo de 1948
O 28º Campeonato Europeu de Halterofilismo foi realizado em conjunto com o evento de halterofilismo nos Jogos Olímpicos de Verão de 1948 na cidade de Londres, no Reino Unido entre 9 a 11 de agosto de 1948. Foram disputadas seis categorias.

## Medalhistas
| Evento                | Ouro                            | Ouro  | Prata                            | Prata | Bronze                     | Bronze |
| --------------------- | ------------------------------- | ----- | -------------------------------- | ----- | -------------------------- | ------ |
| Galo (56 kg)          | Julian Creus · Reino Unido      | 297,5 | Marcel Thévenet · França         | 280,0 | Ernő Porubszky · Hungria   | 270,0  |
| Pena (60 kg)          | Johan Runge · Dinamarca         | 305,0 | Max Heral · França               | 300,0 | André Le Guillerm · França | 300,0  |
| Leve (67,5 kg)        | James Halliday · Reino Unido    | 340,0 | Jørgen Fryd Petersen · Dinamarca | 315,0 | René Aleman · França       | 315,0  |
| Médio (75 kg)         | Pierre Bouladou · França        | 355,0 | William Watson · Reino Unido     | 350,0 | Georges Firmin · França    | 347,5  |
| Meio-pesado (82,5 kg) | Gösta Magnusson · Suécia        | 375,0 | Jean Debuf · França              | 370,0 | Juhani Vellamo · Finlândia | 355,0  |
| Pesado (+ 82,5 kg)    | Abraham Charité · Países Baixos | 412,5 | Alfred Knight · Reino Unido      | 390,0 | Niels Petersen · Dinamarca | 382,5  |

## Quadro de medalhas
| Ordem | País          | Medalha de ouro | Medalha de prata | Medalha de bronze | Total |
| ----- | ------------- | --------------- | ---------------- | ----------------- | ----- |
| 1     | Reino Unido   | 2               | 2                | 0                 | 4     |
| 2     | França        | 1               | 3                | 3                 | 7     |
| 3     | Dinamarca     | 1               | 1                | 1                 | 3     |
| 4     | Países Baixos | 1               | 0                | 0                 | 1     |
| 4     | Suécia        | 1               | 0                | 0                 | 1     |
| 6     | Finlândia     | 0               | 0                | 1                 | 1     |
| 6     | Hungria       | 0               | 0                | 1                 | 1     |
| Total | Total         | 6               | 6                | 6                 | 18    |